# ناکامورا نوبورو
ناکامورا نوبورو ((به ژاپنی: 中村 登 Nakamura Noboru); ۴ اوت ۱۹۱۳ – ۲۰ مهٔ ۱۹۸۱) کارگردان فیلم، و فیلم‌نامه‌نویس اهل ژاپن بود.